# 903
903 (CMIII) fue un año común comenzado en sábado del calendario juliano, en vigor en aquella fecha.

## Acontecimientos
- Los árabes conquistan Menorca y la anexionan al Califato de Córdoba.
- Los vikingos invaden Inglaterra.
- León V sucede a Benedicto IV como papa.

## Nacimientos
- 7 de diciembre - Abd Al-Rahman Al Sufi, astrónomo persa.

## Fallecimientos
- 26 de marzo - Sugawara no Michizane, poeta y erudito japonés, célebre como poeta en su época, que a su muerte fue deificado como kami de la sabiduría (nació en 845).